# 陆龟总科
陆龟总科（学名：Testudinoidea）是龟鳖目曲颈龟亚目下的一个总科，它包括龟科（又叫水龟科或泽龟科）、地龟科、陆龟科及已绝灭的海古龟科等:99。